# Thomas C. G. Bosch

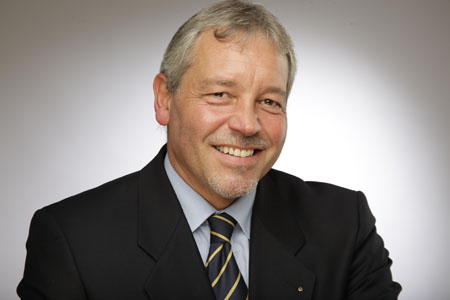
Thomas Bosch, im Mai 2010

Thomas Carl Georg Bosch (* 3. September 1955 in Augsburg) ist ein deutscher Zell- und Entwicklungsbiologe und Zoologe.

## Leben
Bosch studierte von 1976 bis 1983 Biologie an der Ludwig-Maximilians-Universität München und der Swansea University, UK. 1983 erhielt er sein Diplom in Biologie an der Universität München. 1986 wurde Bosch an der Universität München zum Dr. rer. nat. promoviert. Von 1986 bis 1988 war Bosch als Feodor Lynen Stipendiat der Alexander von Humboldt-Stiftung Post-Doc am Developmental Biology Center, University of California, Irvine, USA. Von 1988 bis 1993 arbeitete er als wissenschaftlicher Mitarbeiter am Zoologischen Institut der Universität München. Bosch habilitierte sich 1993 in Zoologie an der Universität München. Nach einer Oberassistenz am Zoologischen Institut der Universität München von 1993 bis 1997 erhielt er 1997 einen Ruf auf eine Professur für Spezielle Zoologie an die Friedrich-Schiller-Universität Jena. Seit 2000 ist Bosch Professor für Allgemeine Zoologie an der Christian-Albrechts-Universität zu Kiel (CAU).

## Wirken
Bosch ist Direktor am Zoologischen Institut und Sprecher sowohl des Forschungsschwerpunkts „Kiel Life Science“ als auch des Sonderforschungsbereichs 1182 (SFB) „Entstehen und Funktionieren von Metaorganismen“. Im Mittelpunkt seiner Forschungsarbeit steht die Frage, wie sich Organismen gemeinsam mit ihren besiedelnden Kleinstlebewesen im Laufe der Evolution zu einer multiorganismischen Einheit entwickelt haben. Langfristiges Ziel ist die Entwicklung verbesserter Behandlungsmöglichkeiten für ein großes Spektrum schwerwiegender Krankheiten, deren gemeinsame Ursache eine gestörte Beziehung von Körper und Bakterien ist.
Er tritt als Herausgeber der internationalen Fachzeitschrift „Zoology“ in Erscheinung und wirkt in zahlreichen nationalen und internationalen Universitäts-, Akademie- und Fachkommissionen mit. Seit Jahrzehnten verbindet Bosch eine enge Beziehung zur Universität St. Petersburg. 1998 erhielt er dort eine Ehrenprofessur und damit die formale Mitgliedschaft der Faculty for Biology and Soil. 2004 hat ihm die Staatliche Universität St. Petersburg die Ehrendoktorwürde verliehen. Thomas Bosch ist Mitglied des Vorstands des DFG-Exzellenzclusters Precision Medicine in Chronic Inflammation an der Universität Kiel.
Bosch gehört zum Vorstand der Microbiota-Vault-Initiative, die es sich zum Ziel gesetzt hat, eine Biobank von Mikroben anzulegen, um sie vor einem etwaigen Aussterben zu bewahren.

## Preise und Auszeichnungen
- 1986: Feodor-Lynen-Stipendium der Alexander-von-Humboldt Stiftung
- 1998: Ehrenprofessur der Staatlichen Universität Sankt Petersburg
- 2004: Doktor „honoris causa“ der Staatlichen Universität Sankt Petersburg
- 2016: Senior Fellow, Canadian Institute for Advanced Research (CIFAR) (2016–2020)
- 2016: Fellow, Wissenschaftskolleg zu Berlin, Akademisches Jahr 2018/2019
- 2022: Karl-Ritter-von-Frisch-Medaille
- 2025: Aufnahme als Mitglied der Sektion Genetik/Molekularbiologie und Zellbiologie in die Nationale Akademie der Wissenschaften Leopoldina